# La Vierge à l'Enfant avec le petit saint Jean (Le Pérugin)
Pour les articles homonymes, voir La Vierge à l'Enfant avec le petit saint Jean.
La Vierge à l'Enfant avec le petit saint Jean (en italien : Madonna col Bambino e san Giovannino) est une peinture religieuse à l'huile sur bois de chêne du Pérugin, datant de 1497 environ, conservée au musée Städel à Francfort-sur-le-Main.

## Thème
L'œuvre reprend la représentation récurrente dans la peinture chrétienne de la Vierge à l'Enfant (ou Madone), présentant la Vierge Marie avec l'Enfant Jésus en présence ici du petit saint Jean.
Dans la Madone est sous-entendu l'union de (notre mère) l'église par le sacrifice de son fils.

## Description
L'œuvre est issue d'un carton déjà utilisé pour la réalisation de diverses Vierges parmi lesquelles  celle du Kunsthistorisches Museum et celle du Louvre. Dans ce cas le carton concerne uniquement la figure de Marie sans les saints.
Sur un arrière-plan constitué par un ciel azur, la Vierge représentée en buste, assise, tient dans ses bras l'Enfant qui regarde à gauche par une torsion du cou et absorbé par une silencieuse contemplation. La Vierge est représentée en buste, assise, le regard absent détourné de l'Enfant et dirigé vers le spectateur.
L'Enfant, assis semble vouloir s'adresser au petit saint Jean accroupi en prière derrière lui, sur le côté gauche du tableau.
La Vierge et l'Enfant ainsi que le petit saint Jean portent une fine auréole.

## Analyse
Marie porte se traditionnelles couleurs rouge et bleu : le rouge représente la Passion du Christ et le bleu azur l'Église.
La scène est inscrite selon un schéma calme et plaisant, ordonné selon les règles de la symétrie avec des correspondances rythmiques confortées par les inclinaisons des têtes.
Le visage de la Vierge est typique de la production mure de l'artiste : il représente le visage de la Vierge simple et sévère d'âge plus avancé et inspiré de celui de son épouse Chiara Fancelli, en lieu et place de l'élégante et raffinée jeune fille de ses tableaux de jeunesse, en accord avec la ligne spirituelle prêchée par Savonarole très en vogue à l'époque à Florence.

## Sources
- (it) Cet article est partiellement ou en totalité issu de l’article de Wikipédia en italien intitulé « Madonna col Bambino e san Giovannino (Perugino) » (voir la liste des auteurs).